# Oratorio (centro giovanile)

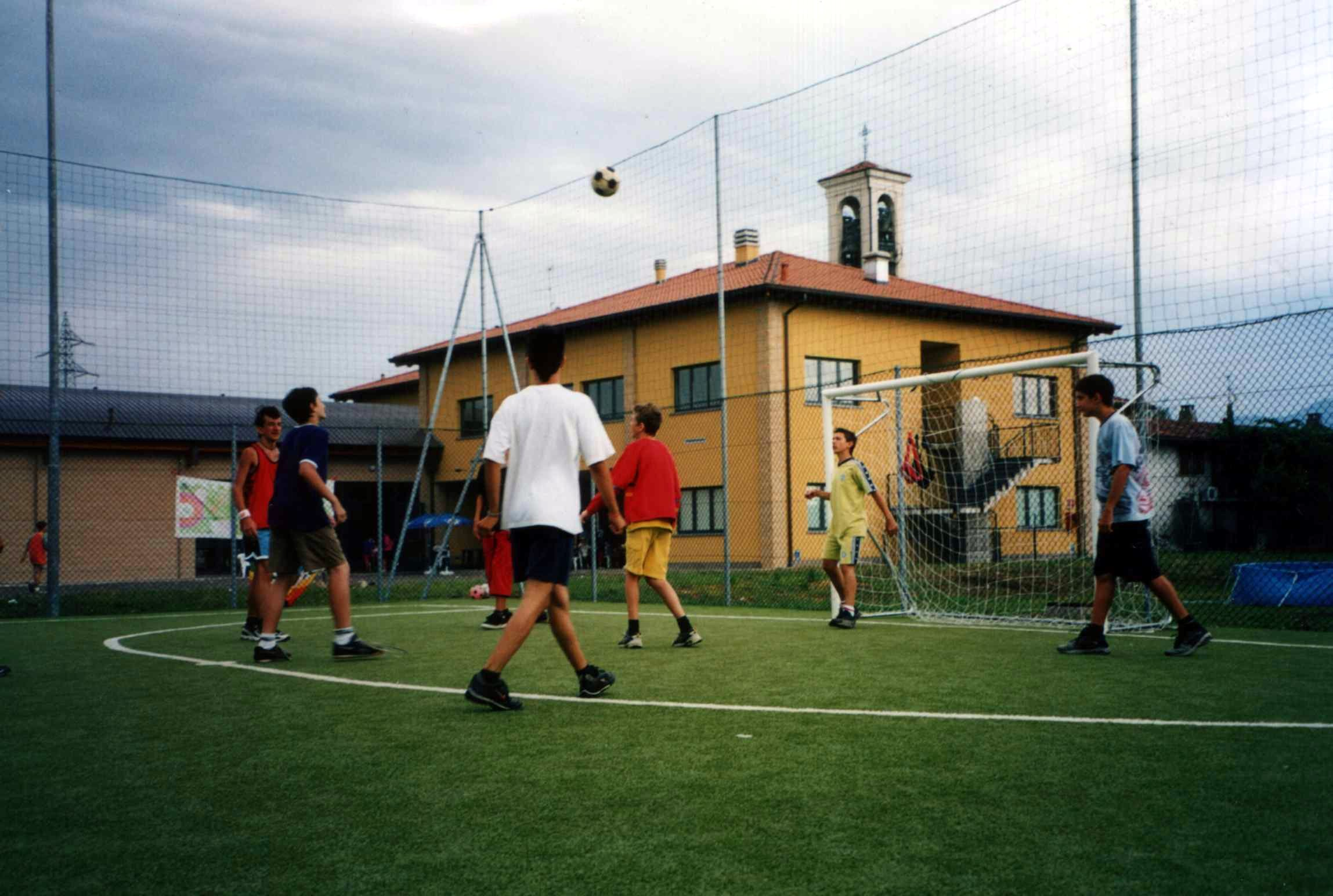
Campetto di calcio dell'oratorio di Locate Bergamasco, frazione di Ponte San Pietro, in provincia di Bergamo

L'oratorio (detto anche patronato, centro parrocchiale o centro giovanile) è, in senso moderno, un edificio destinato alla pastorale giovanile della Chiesa cattolica, dove gli animatori (generalmente giovani) educano alla fede cristiana bambini e ragazzi.

## Storia
Inizialmente gli oratori erano piccoli luoghi di culto dove i fedeli si riunivano a pregare (il termine deriva appunto dal latino orare, pregare).
Il primo oratorio nel senso moderno fu creato da san Filippo Neri intorno al 1550, con l'intento di creare una comunità di religiosi e laici unita in un vincolo di mutua carità sullo stile degli apostoli. Nel 1575 Papa Gregorio XIII eresse la Congregazione dell'Oratorio e concesse a questa la chiesa di Santa Maria in Vallicella, che divenne così il luogo del primo oratorio. Le finalità dell'oratorio di San Filippo Neri erano quelle della preghiera, coinvolgendo uomini comuni e di cultura nella lettura della Bibbia, e dell'educazione dei ragazzi.

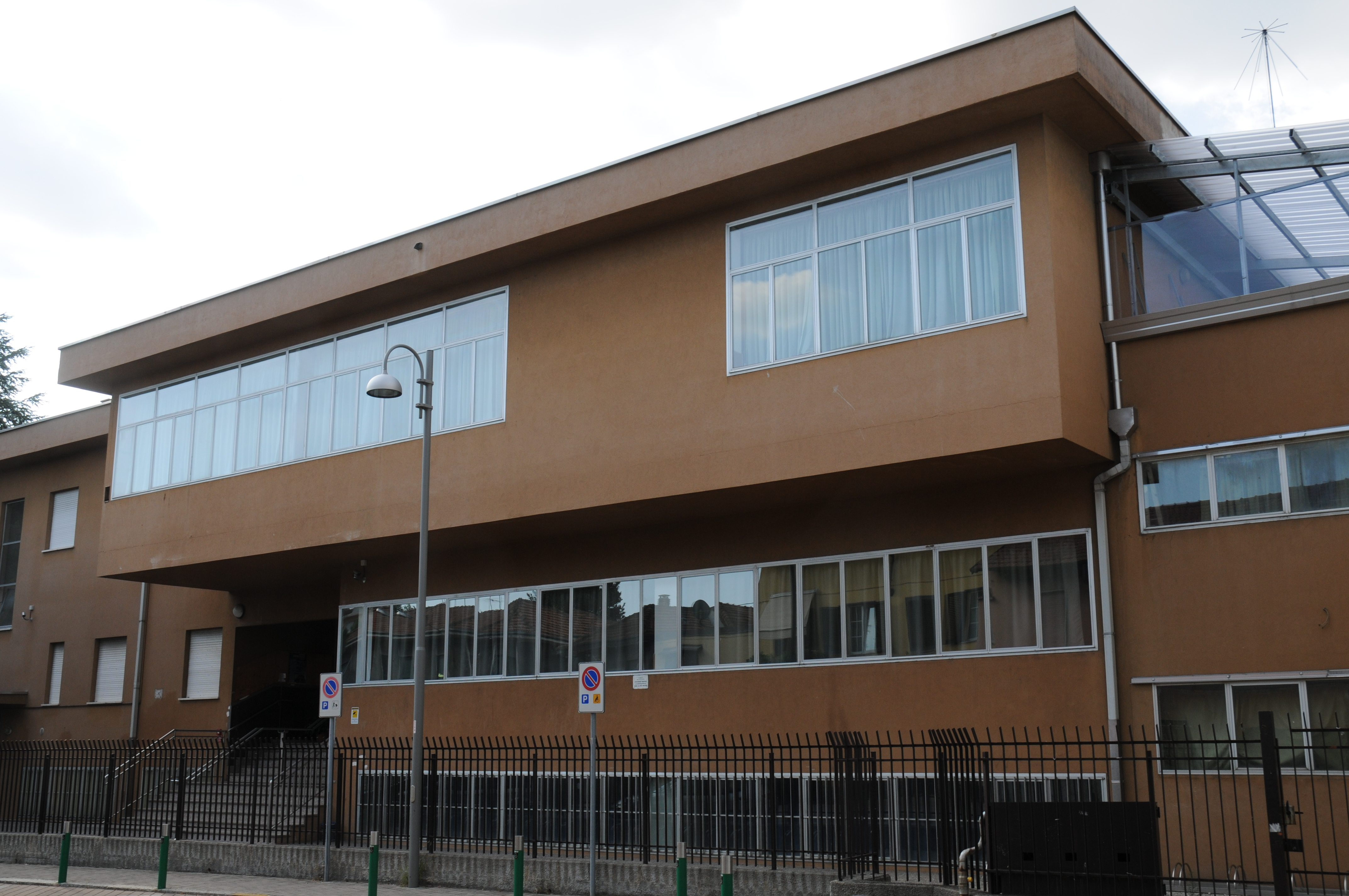
Oratorio di San Giorgio su Legnano, comune della città metropolitana di Milano, in Lombardia

Tra il 1802 e il 1808, santa Maddalena di Canossa fondò le prime case (non ancora chiamate oratori) per raccogliere le ragazze di strada di Verona, mettendo a disposizione il suo palazzo e le case prese in affitto e istruendo loro alla religione e alla professione. Nel 1831 nacque il primo Oratorio Canossiano a Venezia con la compiacenza di Papa Gregorio XVI. Di lì inizia la storia dei Figli della Carità - Canossiani.
Sulla scia di Filippo Neri, nacque l'idea di Giovanni Bosco. Nel 1841 incontrò dei giovani nella sacrestia della chiesa di San Francesco d'Assisi a Torino per il primo di una serie di incontri di preghiera. La sua passione educativa per i giovani lo portò ad avvicinare sempre più ragazzi, tra i quali Domenico Savio. I primi affollati incontri non avevano un posto fisso. Solo nel giorno di Pasqua del 1846 l'Oratorio si stabilì sotto una tettoia con un pezzo di prato, la tettoia Pinardi a Valdocco.
Dall'esempio di Don Bosco, l'Oratorio è diventato sempre più luogo di aggregazione e formazione, sia religiosa sia umana. Le strutture si sono attrezzate e ingrandite, oltre a diffondersi per tutta Italia, con maggior diffusione nel Settentrione. In particolare l'arcivescovo di Milano card. Andrea Carlo Ferrari promosse la creazione di un oratorio maschile e di un oratorio femminile in ogni parrocchia.

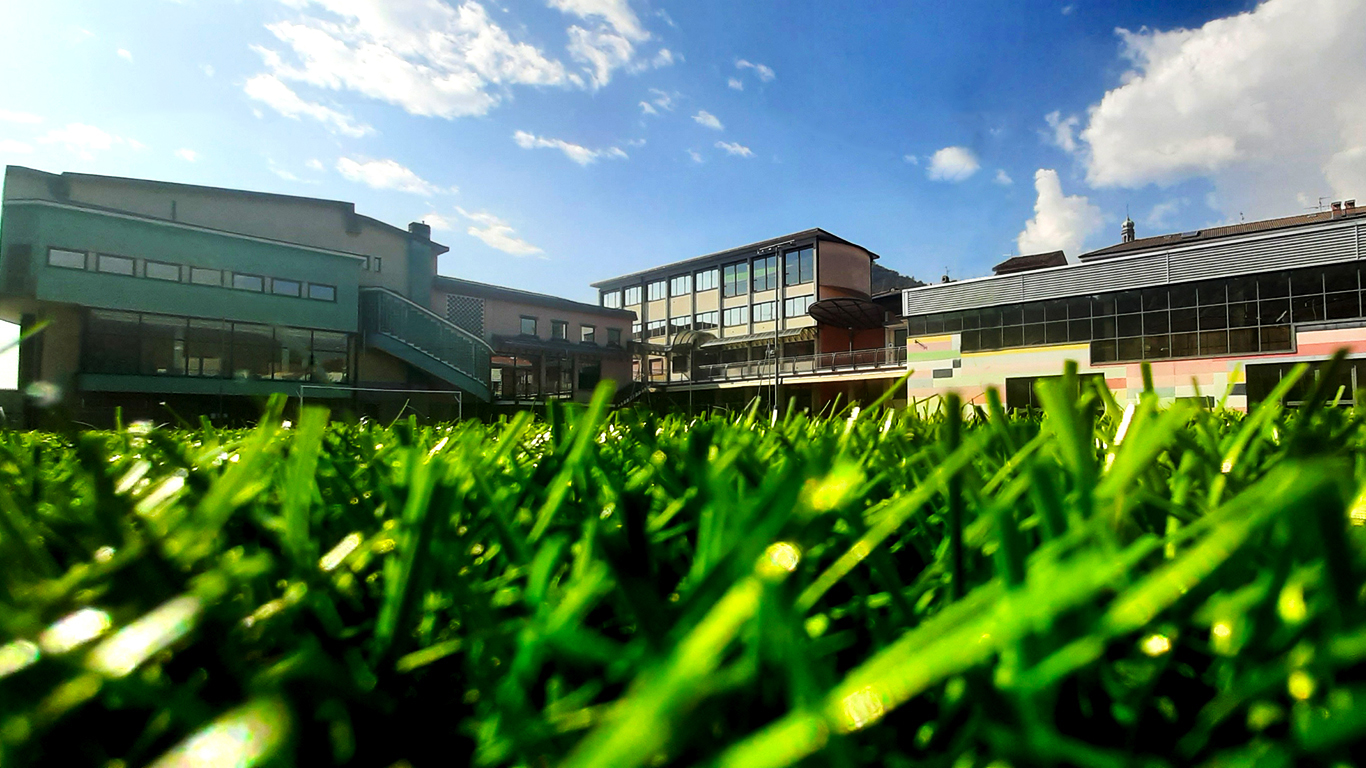
Oratorio San Domenico Savio, nel comune di Vertova, In provincia di Bergamo, Lombardia

A Roma grazie all'intervento di Arnaldo Canepa catechista laico, si è creata un'associazione di volontari che prende il nome di COR, Centro Oratori Romani, dal 1945 si occupa di formare i giovani di Roma, accogliendoli nelle parrocchie e facendogli vivere il Vangelo in modo animato e vivo, cercando integrare le loro vite con la vita di Cristo. 
Dal 2001 una serie di provvedimenti legislativi nazionali e regionali ha riconosciuto la «funzione sociale ed educativa svolta dagli oratori parrocchiali», promuovendo quindi la costruzione e la ristrutturazione delle strutture oratoriali.

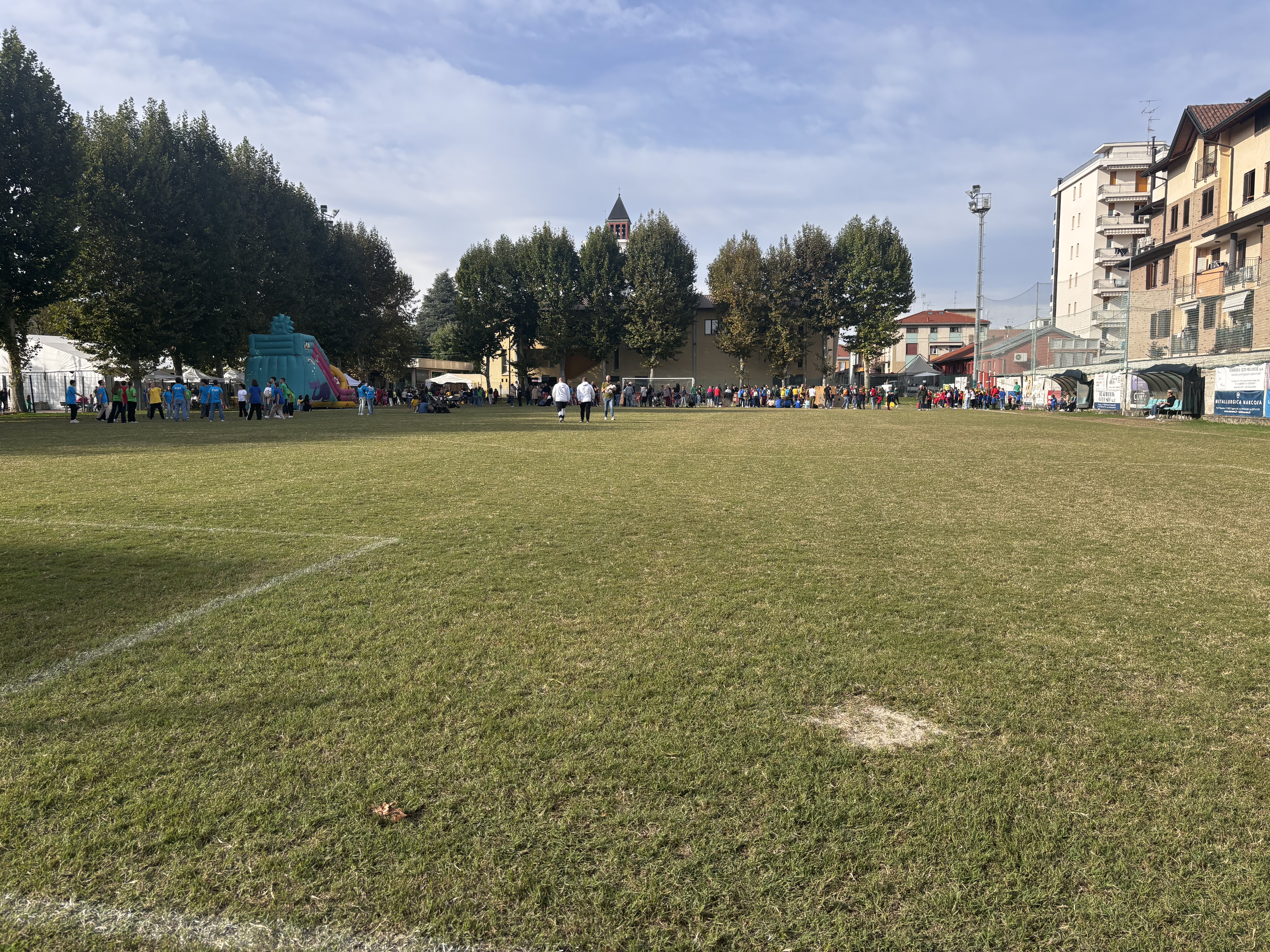
L'oratorio di San Giovanni Bosco, presso la chiesa di Sant'Edoardo, Busto Arsizio, durante la festa patronale di Sant'Edoardo, il 13 Ottobre 2024

Dal 6 al 9 settembre 2012 presso le diocesi di Brescia e Bergamo e presso la Fiera del Garda di Montichiari si è tenuto il primo incontro nazionale degli oratori italiani H1O (1º Happening degli Oratori Italiani) organizzato dal FOI (Forum Oratori Italiani) con circa duemila partecipanti da tutti gli oratori d'Italia.
Nel 2013 la CEI ha pubblicato la nota pastorale del valore e la missione degli oratori nel contesto dell'educazione alla vita buona del Vangelo dal titolo Il laboratorio dei talenti, primo documento nazionale del suo genere sul tema degli oratori in Italia.

## Legislazione italiana
Legislazione statale e regionale relativa alla "funzione sociale ed educativa svolta dagli oratori parrocchiali".
Leggi statali
- Legge n. 328 dell'8 novembre 2000, "Legge quadro per la realizzazione del sistema integrato di interventi e servizi sociali."
- Legge n. 206 del 1º agosto 2003, "Disposizioni per il riconoscimento della funzione sociale svolta dagli oratori e dagli enti che svolgono attività similari e per la valorizzazione del loro ruolo."

Leggi regionali
- Abruzzo Legge regionale n. 36 del 31 luglio 2001, "Riconoscimento della funzione sociale ed educativa svolta dagli oratori parrocchiali e valorizzazione del ruolo."
- Calabria Legge regionale n. 16 del 2 maggio 2001, "Riconoscimento e valorizzazione della funzione sociale svolta dalla comunità cristiana e dagli operatori parrocchiali nell'ambito del percorso formativo della persona."
- Friuli-Venezia Giulia Legge regionale n. 2 del 22 febbraio 2000, "Disposizioni per la formazione del bilancio pluriennale ed annuale della regione."
- Lazio Legge regionale n. 13 del 13 giugno 2001, "Riconoscimento della funzione sociale ed educativa degli oratori."
- Liguria Legge regionale n. 16 del 10 agosto 2004, "Interventi regionali per la valorizzazione della funzione sociale ed educativa svolta dagli oratori e da enti religiosi che svolgono attività similari."
- Lombardia Legge regionale n. 22 del 23 novembre 2001, "Azioni di sostegno e valorizzazione della funzione sociale ed educativa svolta dalle parrocchie mediante gli oratori."
- Molise Legge regionale n. 6 del 27 gennaio 2003, "Riconoscimento della funzione educativa svolta dalle parrocchie e valorizzazione del loro ruolo nella regione Molise"
- Piemonte Legge regionale n. 26 dell'11 novembre 2002, "Riconoscimento e valorizzazione della funzione educativa, formativa, aggregativa e sociale svolta dalle parrocchie, dagli istituti cattolici e dagli altri enti di culto riconosciuti dallo stato attraverso le attività di oratorio."
- Puglia Legge regionale n. 17 del 25 agosto 2003, "Sistema integrato di interventi e servizi sociali."
- Sicilia Legge regionale n. 19 del 22 dicembre 2005, "Misure finanziarie urgenti e variazioni al bilancio della regione per l'esercizio finanziario 2005. Disposizioni varie."
- Umbria Legge regionale n. 28 del 20 dicembre 2004, "Riconoscimento e valorizzazione della funzione sociale, educativa e formativa svolta dalle parrocchie mediante gli oratori."
- Veneto Legge regionale n. 3 del 14 gennaio 2003, "Legge finanziaria regionale per l'esercizio 2003."

Progetti di legge regionali/provinciali.
- Marche Proposta di legge presentata n. 92 del 14 aprile 2006, "Azioni di sostegno e valorizzazione della funzione sociale ed educativa svolta dagli oratori marchigiani."
- Trentino-Alto Adige (provincia autonoma di Trento) Disegno di legge n. 37 del 12 marzo 2004, "Promozione e coordinamento delle politiche di intervento a favore dei giovani, nonché riconoscimento della funzione sociale ed educativa degli oratori."

## Struttura
La struttura oratoriale varia molto dalla località e dalle tradizioni e dalla storia del luogo. Solitamente si trova nei pressi della chiesa parrocchiale e dispone di ambienti di vario tipo. Sono presenti spazi ricreativi quali impianti sportivi all'aperto, in particolare campetti da calcio, e sale giochi, locali per la catechesi o per riunioni in genere e il bar. Gli oratori più moderni sono dotati anche di una sala per le proiezioni, una sala teatro, una sala musica e una cucina.
Le attività e la struttura oratoriali sono gestite dal parroco e da volontari; nelle parrocchie più grandi, all'oratorio è associata la figura di un religioso, il curato, che ne coordina l'attività. Molto importante è il ruolo svolto dalle associazioni diffuse a livello parrocchiale (come l'Azione Cattolica, la Gi.Fra., l'AGESCI) e delle associazioni oratoriali (ANSPI, NOI Associazione, CSI e PGS).

### Oratorio, calcio, teatro e musica

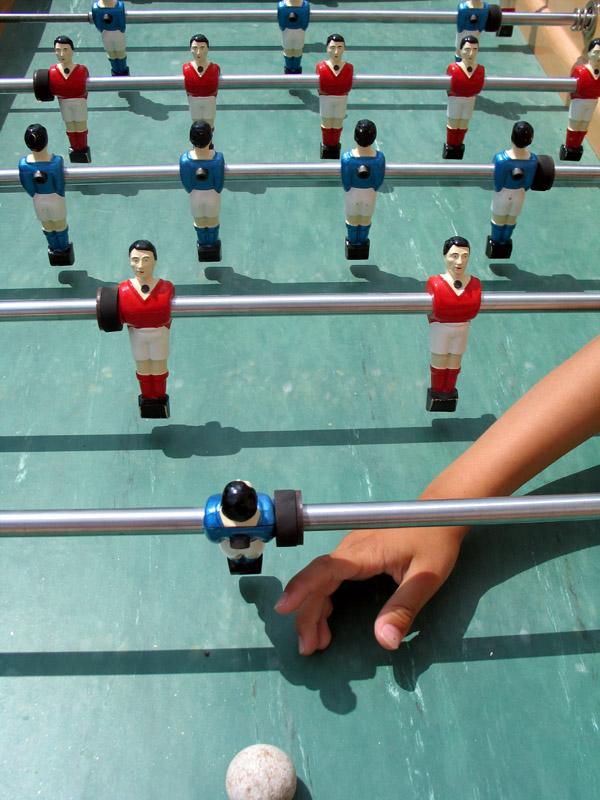
Una partita a calcio balilla

L'oratorio ha sempre avuto un rapporto molto stretto con il calcio. Molte squadre di paese, anche di buona categoria, hanno un'origine parrocchiale, proprio perché accadeva spesso che l'oratorio promuovesse la formazione della squadra locale. Molti giocatori famosi hanno cominciato a dare i primi calci al pallone in oratorio, come ad esempio Giacinto Facchetti o i bresciani Antonio Filippini e Emanuele Filippini, Marco Zambelli, Demetrio Albertini, Francesco Toldo, nonché l'allenatore Cesare Prandelli dell'Oratorio di Orzinuovi (BS). Da ricordare sono anche i quattro giocatori cresciuti nell'Unione Sportiva Oratorio 'San Michele' di Travagliato (BS) i fratelli Giuseppe Baresi e Franco Baresi, Franco Pancheri e Giovanni Lorini. Naturalmente l'oratorio non è un centro sportivo, dunque il calcio ha solo ruolo ricreativo e carattere libero. Per questo viene spesso usata l'espressione calcio oratoriale come termine spregiativo, riferendosi al gioco di una squadra professionistica. Ma nell'oratorio sono nati anche cantanti internazionali come Laura Pausini, scoperta appunto nell'oratorio del suo paese. Nel mondo dello spettacolo sono molti gli artisti cresciuti in oratorio tra i quali ne ha dato una chiara testimonianza Giacomo Poretti del trio Aldo, Giovanni e Giacomo in alcune sue dichiarazioni pubbliche.
Un altro protagonista "calcistico" in oratorio è costituito dal calcio balilla, che è probabilmente uno degli oggetti simbolo di questo luogo.

## Attività

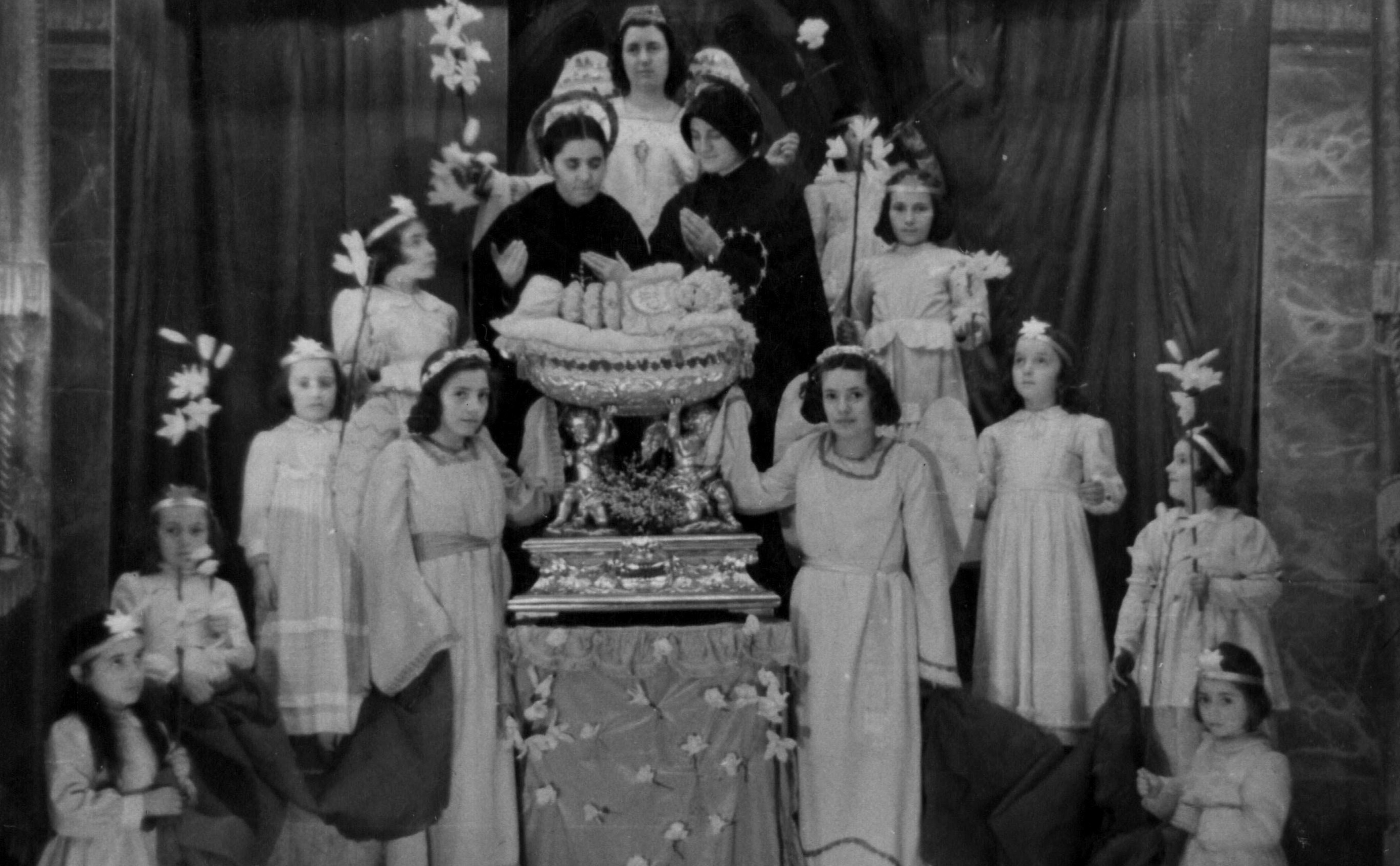
Spettacolo in un oratorio femminile del 1951

Le attività in oratorio sono principalmente pastorali, come la catechesi dei bambini e dei ragazzi, incontri di vario tipo per la comunità dei fedeli, il teatro, la musica e le sagre. L'attrezzatura sportiva e gli ambienti ricreativi rendono l'oratorio anche un luogo di aggregazione e di ritrovo per ragazzi. Inoltre la struttura può essere utilizzata per avvenimenti culturali o di rilevanza sociale, anche da altri enti esterni alla parrocchia. La presenza di animatori religiosi o laici permette attività per i ragazzi durante l'anno, come giochi, accompagnamento nello studio, attività di volontariato e caritative.
Molti oratori scelgono di aderire ad associazioni di oratori nazionali (ANSPI, CSI, NOI Associazione, e PGS) per avere una organizzazione più definita, sentirsi parte di un contesto nazionale e usufruire di servizi e riconoscimenti legali. Da queste associazioni scaturiscono numerose attività sportive e culturali, e possibilità di incontri e gemellaggi tra diversi oratori della stessa zona.
Gli oratori più moderni sono dotati di un complesso musicale, di una compagnia teatrale e di un sito web. Esistono inoltre sperimentazioni con le web radio e le web-tv, dove si coinvolgono i ragazzi e i giovani a raccontare le proprie esperienze e il proprio oratorio attraverso internet.
Inoltre capita di trovare negli oratori le sedi di gruppi scout, nello specifico l'Associazione Guide e Scout Cattolici Italiani (AGESCI).

## Campi estivi e Grest
Particolarmente vivace è il periodo estivo, durante il quale si propongono vacanze a scopo ludico-educativo chiamate spesso campi estivi o campi scuola e vengono organizzati i GREST (ovvero GRuppo ESTivo o Gruppi Ricreativi ESTivi), ESTRA o ER (Estate Ragazzi) o CRE (Centro Ricreativo Estivo) o SAVIO ESTATE od OFE (Oratorio Feriale Estivo), che sono ormai diffusi in tutta Italia, consistono in periodi di animazione, giochi, gite e laboratori dalla durata variabile e si concludono solitamente con una serata finale di festa e spettacolo organizzata dai ragazzi. Spesso i GREST hanno un tema principale (es. le fiabe, i pirati, il Medioevo, ecc.) che potrebbe cambiare ogni anno, e di solito viene consegnata una maglietta con un'immagine corrispondente al tema. I temi possono essere uguali in alcune regioni, il filo rosso che accomuna i vari oratori, di conseguenza le varie attività svolte in questa settimana estiva, è quello di trarre da ogni cosa uno spunto di riflessione, un motivo di crescita personale per i ragazzi ma soprattutto una crescita nella fede.

## Patronato
Nel periodo tra la fine del XIX secolo e l'inizio del successivo, gli oratori fondati dai Giuseppini del Murialdo, in particolar modo nel Veneto, furono battezzati "Patronati" per distinguerli da quelli gestiti dai salesiani di don Bosco, le cui caratteristiche erano comunque molto simili. "Patronato" in questo caso significa ambiente dove operano adulti qualificati come "patroni", ovvero persone che si preoccupavano di gestire un luogo sicuro per i ragazzi abbandonati, e anche di inserirli nel mondo del lavoro.

## Congregazioni religiose che si occupano di oratorio
Tra le Congregazioni religiose che maggiormente si occupano di oratorio e pastorale giovanile si segnalano:
- Confederazione dell'Oratorio di San Filippo Neri
- Società Salesiana di San Giovanni Bosco
- Figli della Carità - Canossiani
- Giuseppini del Murialdo
- Oblati San Giuseppe (Giuseppini di Asti)
- Ordini Francescani
- Opera Don Orione
- Servi della carità - Opera Don Guanella
- Congregazione delle Sacre Stimmate di nostro Signore Gesù Cristo

## Nella cultura
Il gruppo Elio e le Storie Tese ha dedicato all'oratorio la canzone dal titolo Oratorium. La canzone dà una descrizione ironica ma anche poetica e nostalgica, ruotando attorno ai ricordi di ragazzi delle giornate in oratorio. Questa introduzione del gruppo rappresenta bene quello che è l'oratorio, nei suoi tratti più caratteristici:
(Elio e le Storie Tese)